# Giovanni Antonio Pellegrini

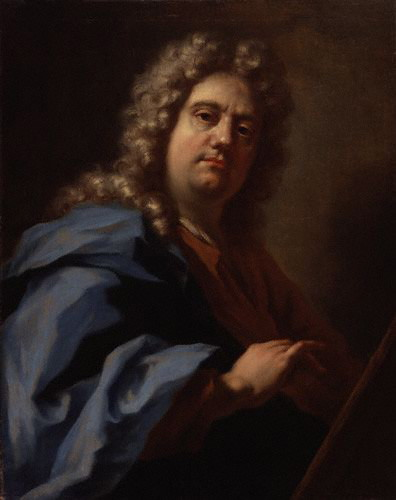
Giovanni Antonio Pellegrini: Selbstporträt, um 1717; National Portrait Gallery, London

Giovanni Antonio Pellegrini (geboren 29. April 1675 in Venedig; gestorben 2. oder 5. November 1741 ebenda) war ein italienischer Maler.
Mit Sebastiano Ricci und Jacopo Amigoni zählt er zu den bedeutendsten venezianischen Historienmalern des frühen 18. Jahrhunderts. Er schuf große dekorative Wandgemälde und war vor allem bei seinen Auftraggebern aus der Aristokratie Mittel- und Westeuropas erfolgreich. Er unternahm ausgedehnte Reisen und war in Österreich, England, den Niederlanden, Deutschland und Frankreich tätig.

## Leben

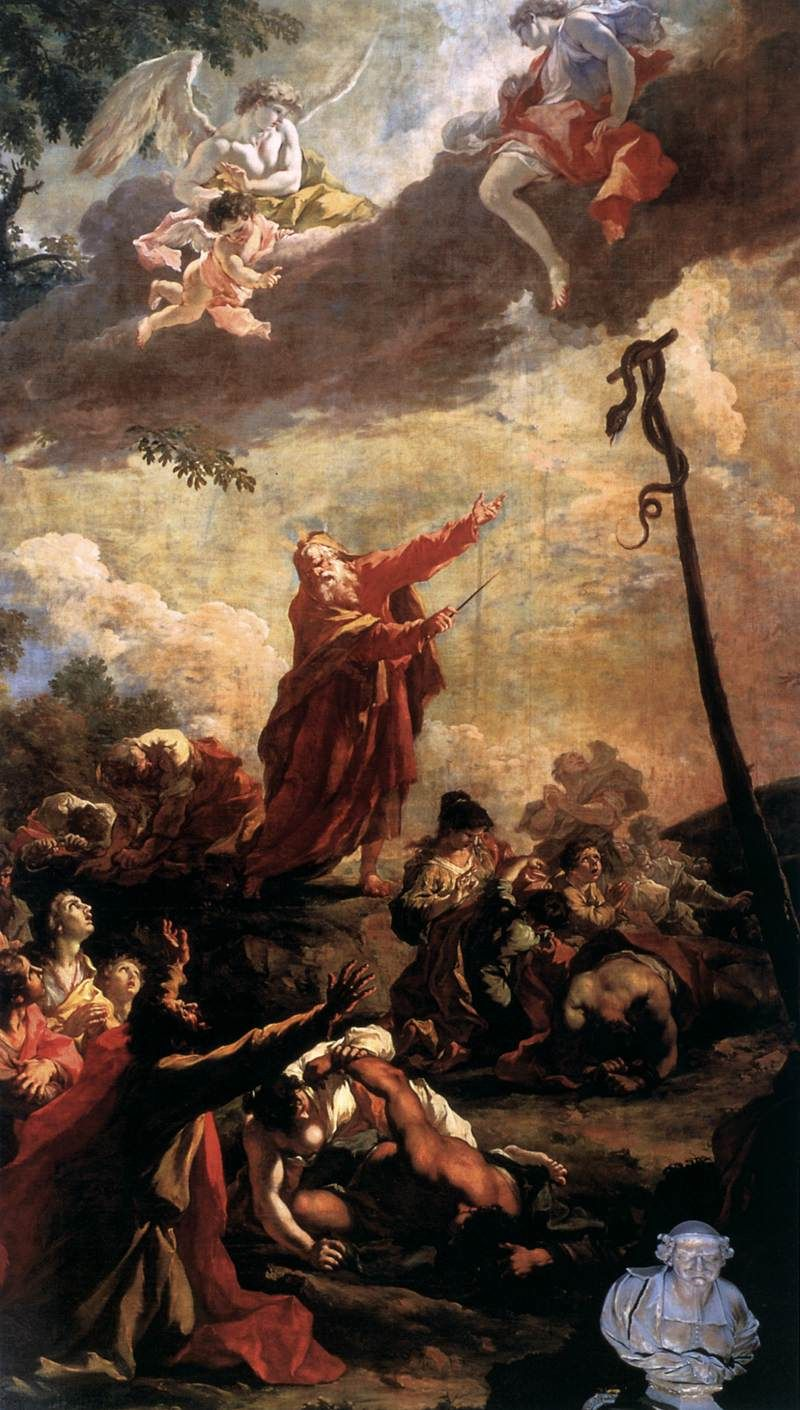
Moses und die eherne Schlange (Ausschnitt), 1707, Öl auf Leinwand, San Moisè, Venedig

Pellegrini erhielt seine erste Ausbildung als Maler in der Werkstatt des lombardischen Malers Paolo Pagani, den er als Jugendlicher auf Reisen nach Wien und Mähren begleiten konnte. Sein Onkel brachte den Zwanzigjährigen zur weiteren Ausbildung nach Rom, wo er sich unter dem Einfluss von Luca Giordano und Baciccia in der Malerei vervollkommnen konnte. Dort entwickelte er seine typische anmutige und leichte Malweise mit luftig-zarten Pastellfarben, die dem Geschmack seiner Zeit so entgegenkamen. Nach seiner Rückkehr nach Venedig wurde er mit vielen wichtigen Aufträgen betraut. 1701 war er für die Scuola del Cristo di S. Marcuola und für die Corporatione della lana tätig. 1702 bis 1703 malte er in Padua das Deckenfresco für die Bibliothek. Pellegrini heiratete 1704 die Schwester der venezianischen Malerin Rosalba Carriera.
1708 ging er auf Einladung von Lord Manchester zusammen mit Marco Ricci nach England, wo er sich bis 1713 aufhielt. Er war dort zunächst sehr erfolgreich, erhielt Aufträge für Wandbilder in einer Reihe englischer Landhäuser, für Castle Howard, das Kimbolton Castle bei Cambridge und war für Henry Bentinck, 2. Earl of Portland, tätig, für den er eine Halle und ein Treppenhaus ausmalte. 1711 wurde er Leiter der Londoner Kneller Academy of Painting and Drawing. Pellegrini reichte bei Christopher Wren Entwürfe für Ausmalungen der Kuppel von St Paul’s ein, unterlag aber seinem Mitbewerber James Thornhill.
Als die Aufträge nachließen und die Aristokratie vermehrt Marco und Sebastiano Ricci den Vorzug gab, verließ er 1713 England und ging an den Düsseldorfer Hof des Jan Wellem, für den er u. a. 40 großformatige Allegorien als Wand- und Deckengemälde für Schloss Bensberg malte. Auch die Gemäldegalerie Düsseldorf und die Garnisonskirche Düsseldorf erhielten Bilder von Pellegrini.
Nach dem Tod seines Förderers wechselte er häufig seine Aufenthaltsorte. Wie viele der reisenden italienischen Künstler seiner Zeit reiste er dorthin, wohin er von dem jeweiligen Mäzen gerufen wurde. 1716 war er in Antwerpen, 1718 in Den Haag, wo er einen Saal im Mauritshuis ausmalte, 1719 in London und Paris, 1722 in Ettal und wieder in Paris, 1724 in Würzburg und Prag, 1725 in Dresden und Wien, 1732 in Padua und Venedig, 1733 war er wieder in Paris, wo er in die Académie royale de peinture et de sculpture gewählt wurde, danach war er in Mannheim. Nach Fertigstellung der Decke im Mannheimer Schloss kehrte er für immer nach Venedig zurück.
1741 starb Pellegrini in seiner Geburtsstadt. In seiner Gemäldesammlung befanden sich Bilder von Peter Paul Rubens und Frans Post, Vermeers Bild Die Musikstunde verkaufte seine Witwe an den britischen Konsul Joseph Smith.

## Bildergalerie

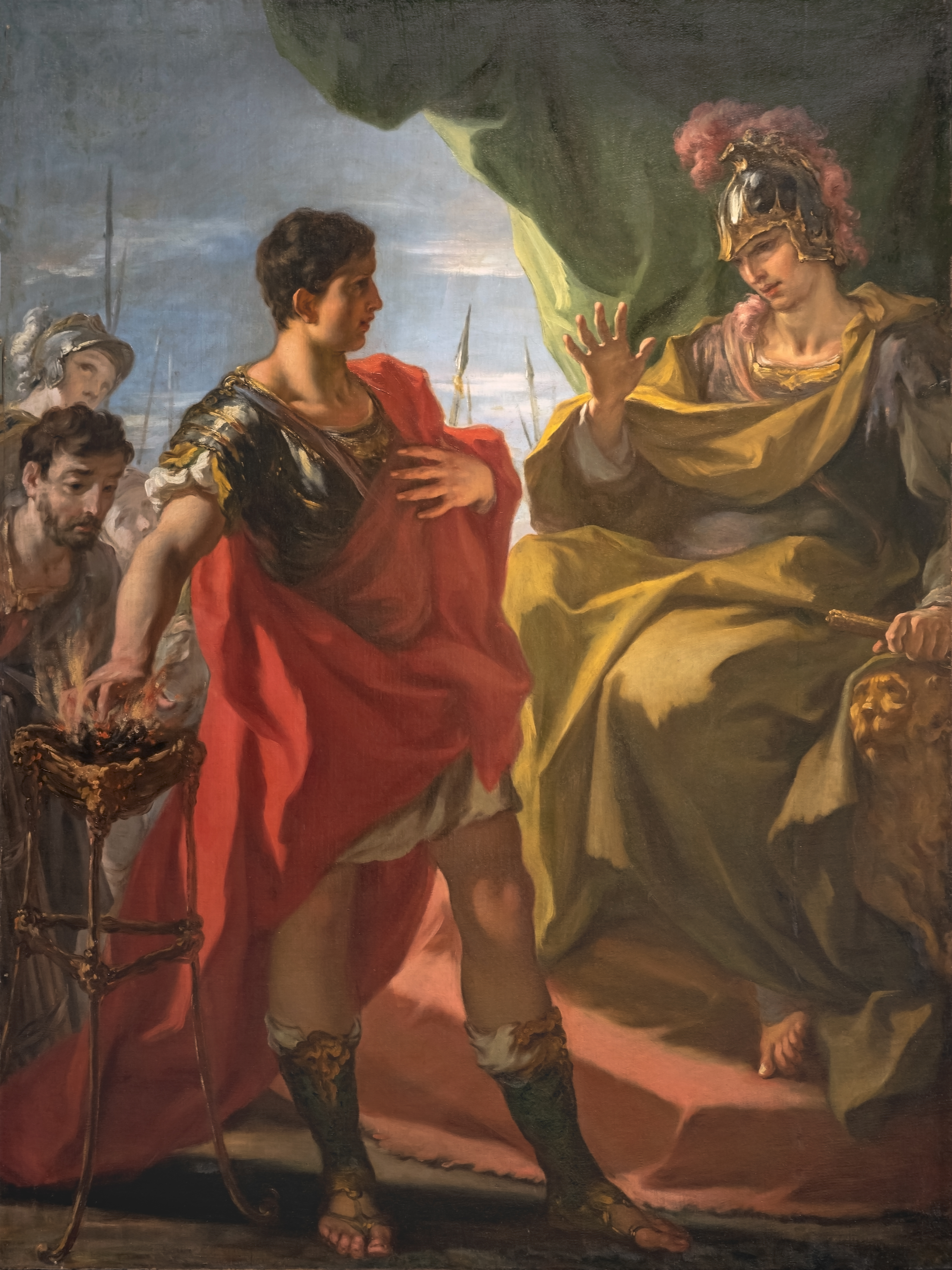
Mucius Scaevola vor Porsenna, 1706–08, Öl auf Leinwand, 179 × 139 cm, Ca’ Rezzonico, Venedig
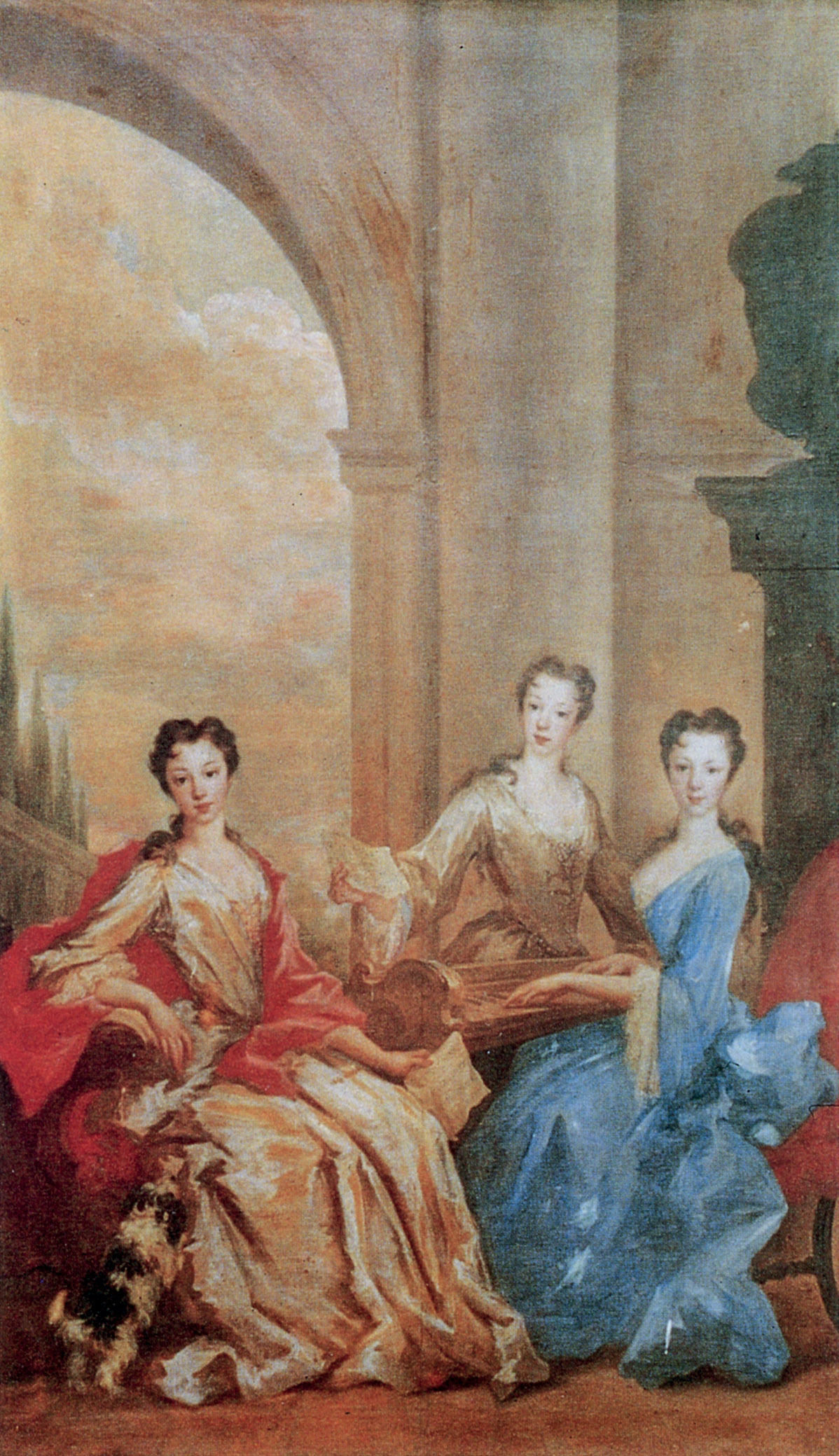
Die Töchter des Earl of Carlisle, 1709–12, Öl auf Leinwand, 288,5 × 176,5 cm, Castle Howard, Yorkshire
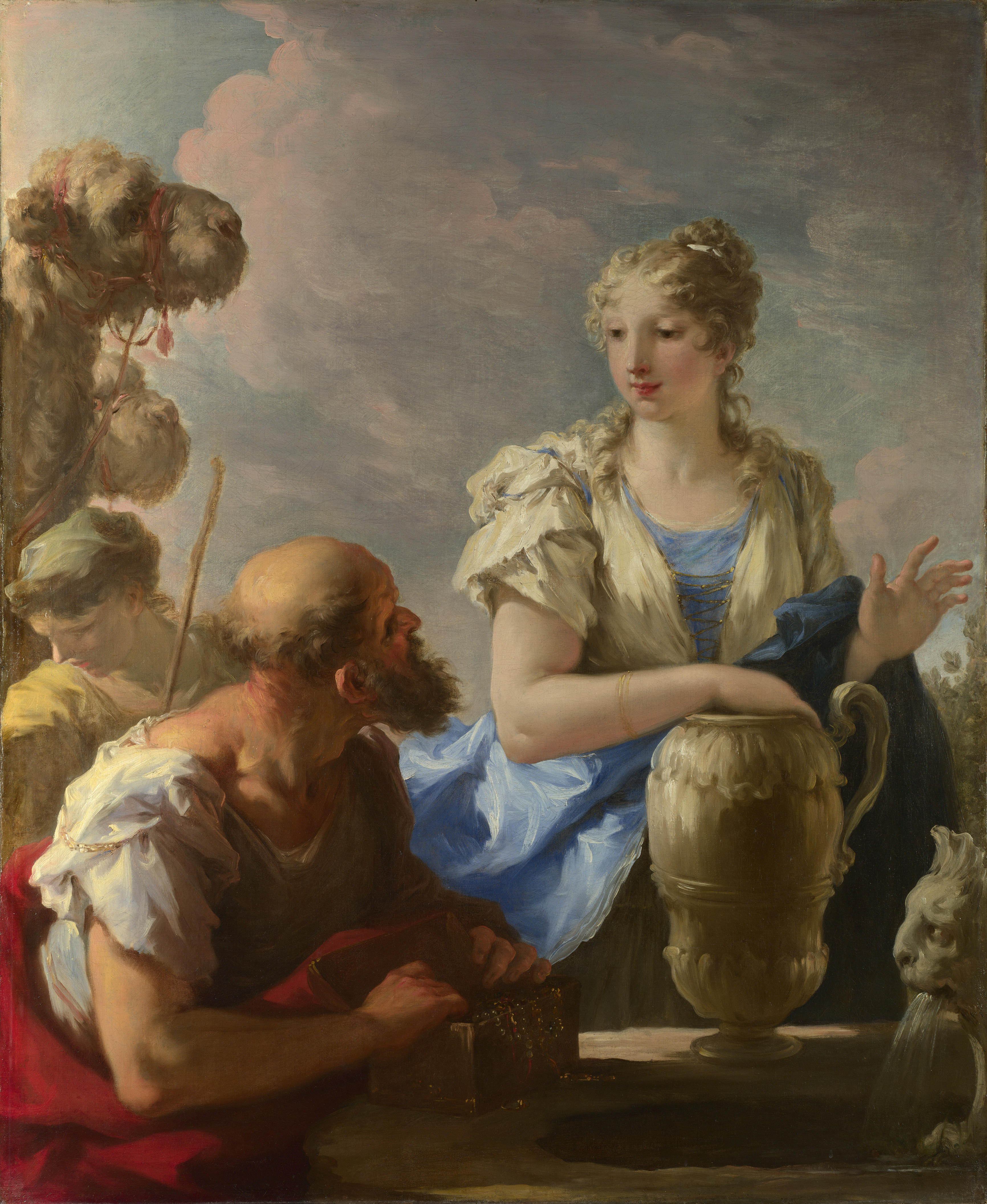
Rebecca am Brunnen, 1708/1713, Öl auf Leinwand, 127,3 cm × 104,5 cm, National Gallery, London
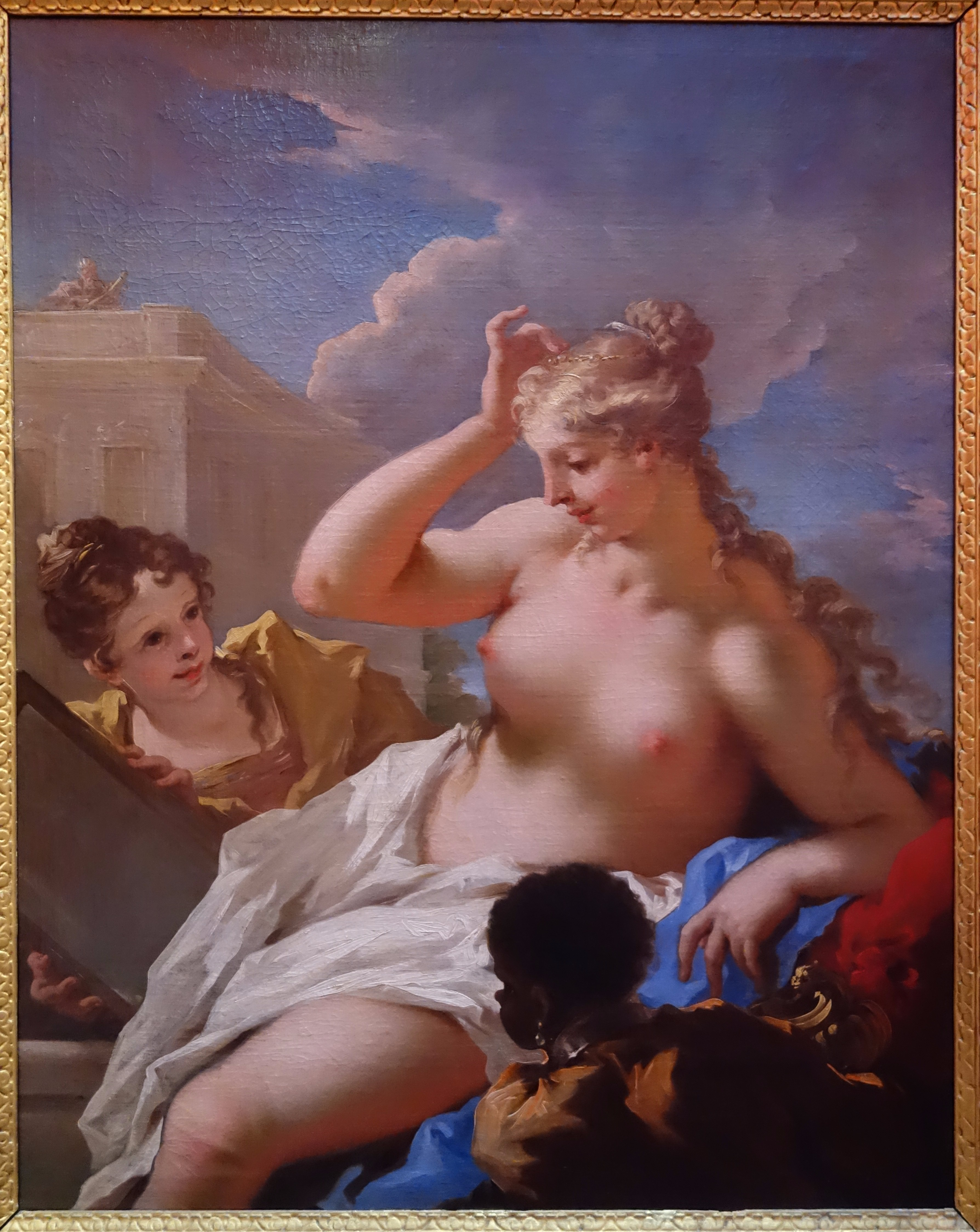
Bathseba im Bade, Öl auf Leinwand, 127,0 × 101,3 cm, National Gallery of Ireland, Dublin
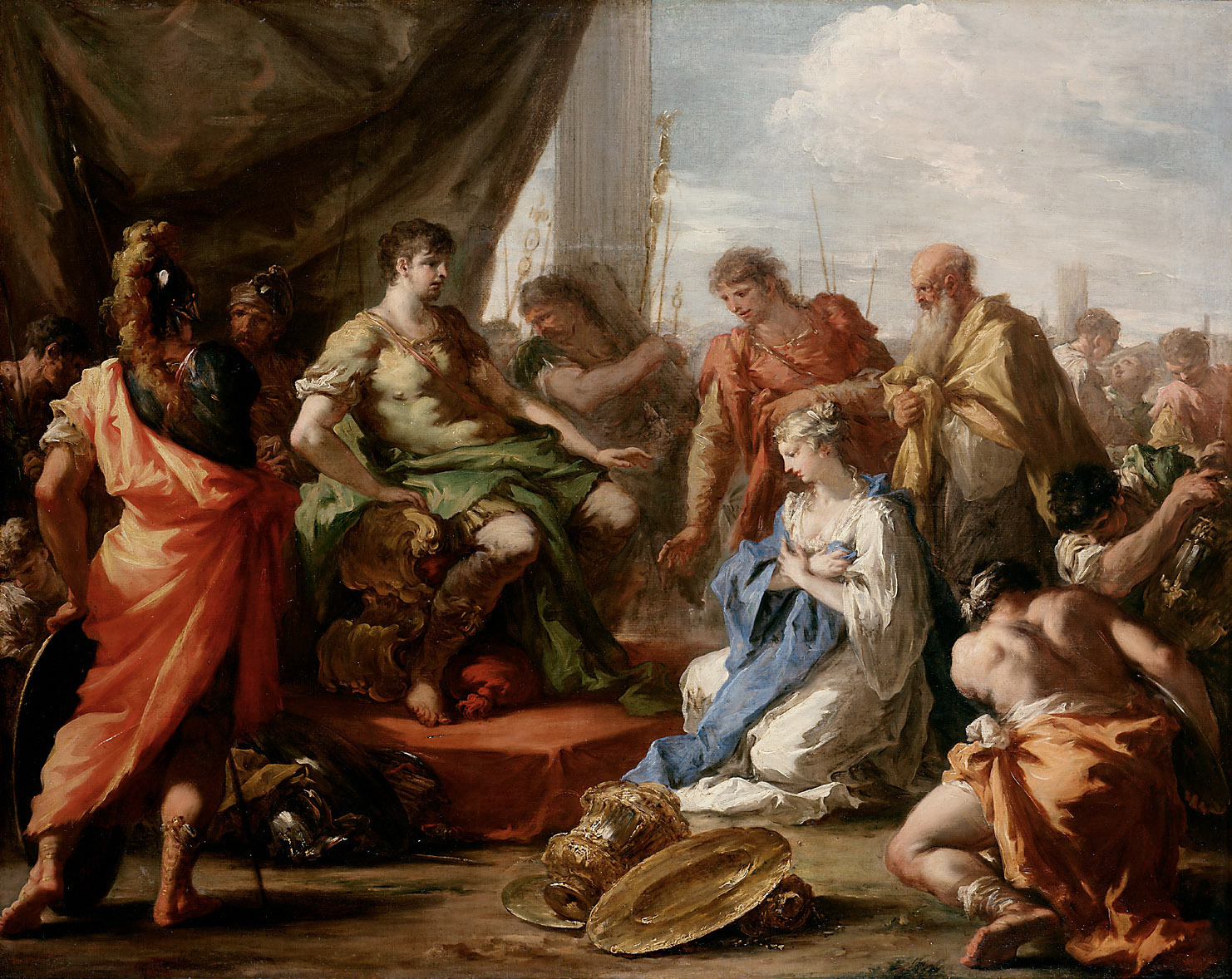
Die Enthaltsamkeit des Scipio, 1719, Öl auf Leinwand, 103 × 128,5 cm, Kunsthistorisches Museum, Wien
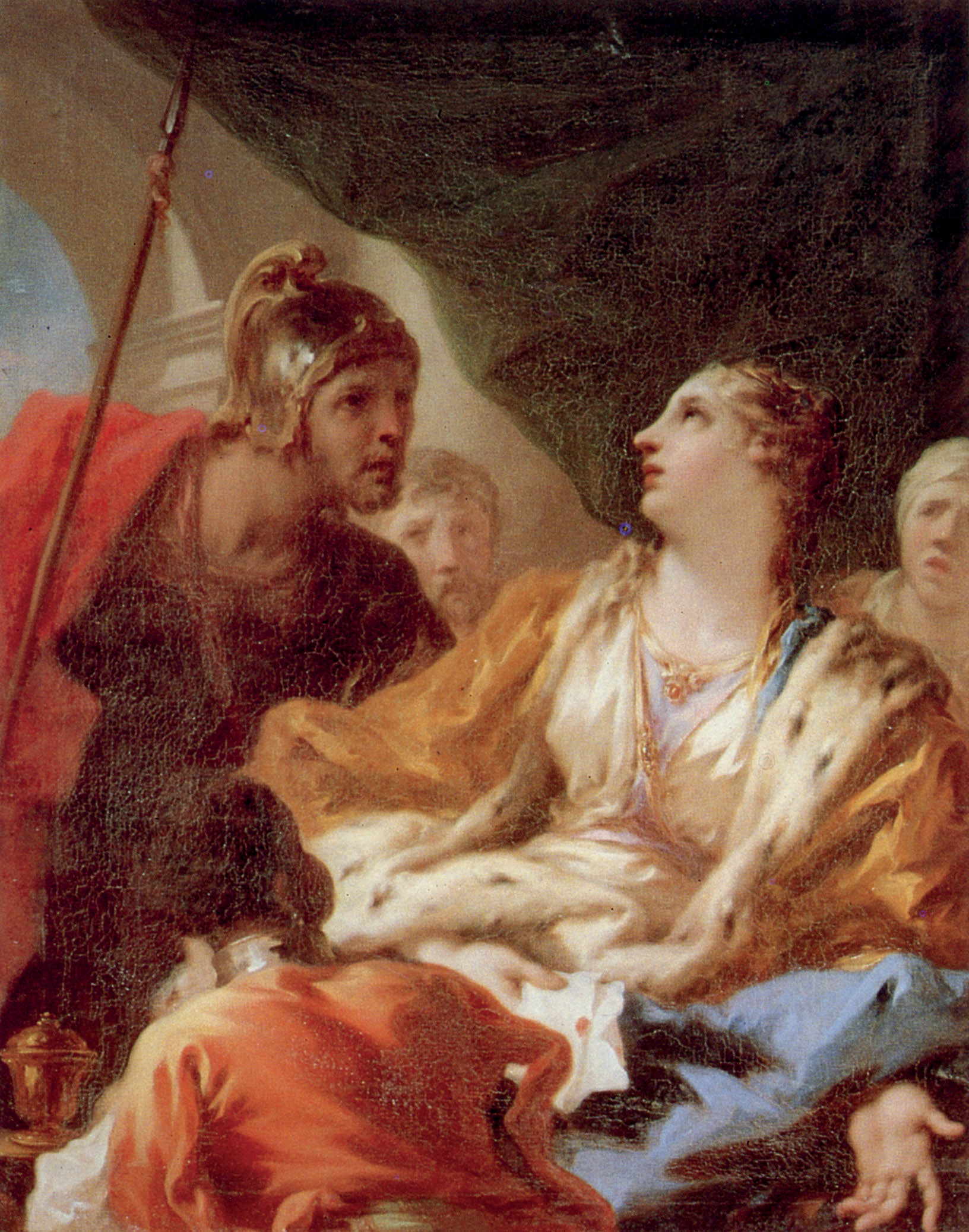
Sofonisba wird das Gift gereicht, 1724, Öl auf Leinwand, 131 × 116 cm, Schloss Weißenstein, Pommersfelden
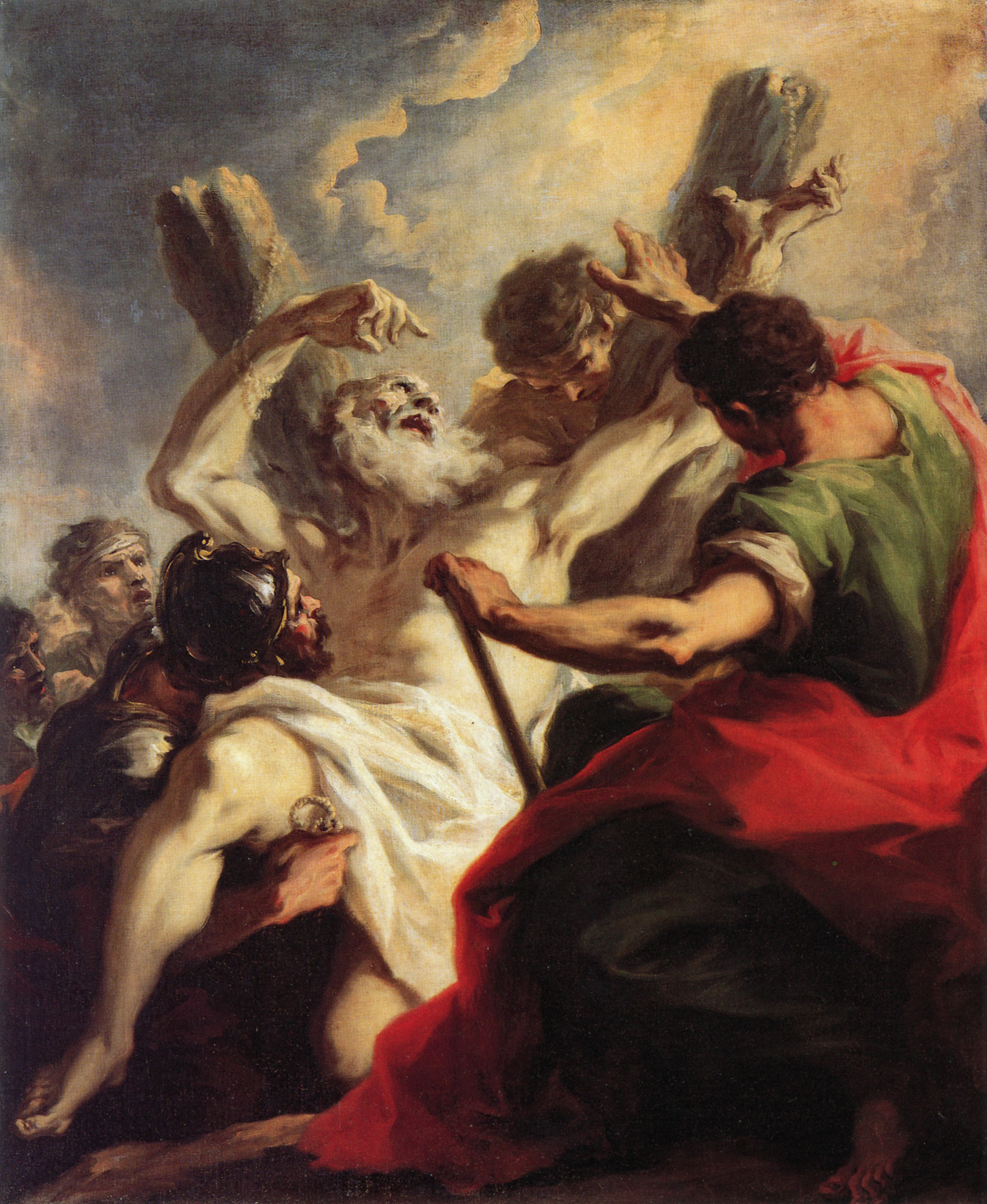
Martyrium des hl. Andreas, 1722–1724, Öl auf Leinwand, 196 × 140 cm, San Stae, Venedig
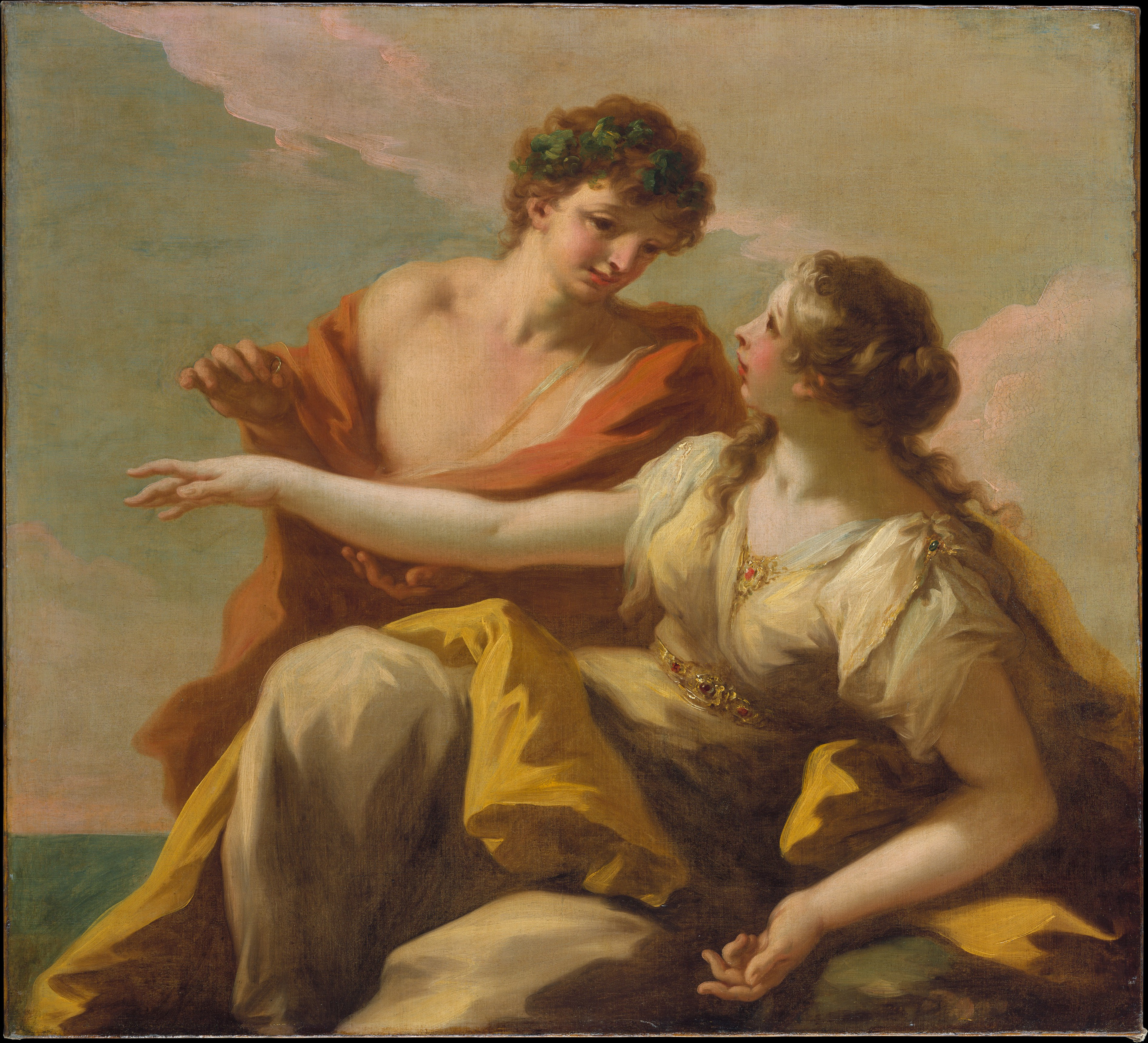
Bacchus und Ariadne, 1720er, Öl auf Leinwand, 116,8 × 128,3 cm, Metropolitan Museum, New York
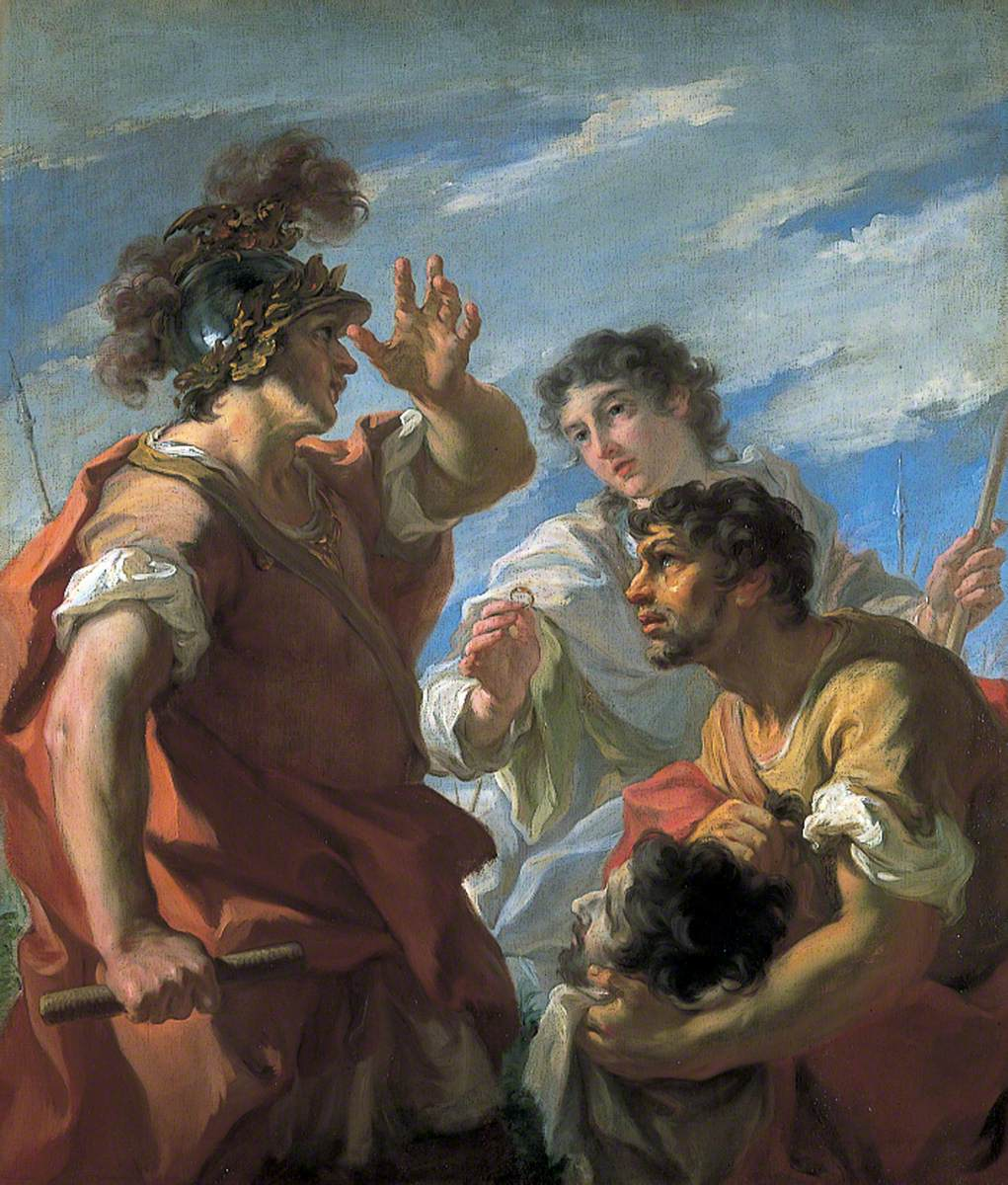
Caesar vor Alexandria, ca. 1720–1730, Öl auf Leinwand, 129,5 × 112,0 cm, Birmingham Museum and Art Gallery
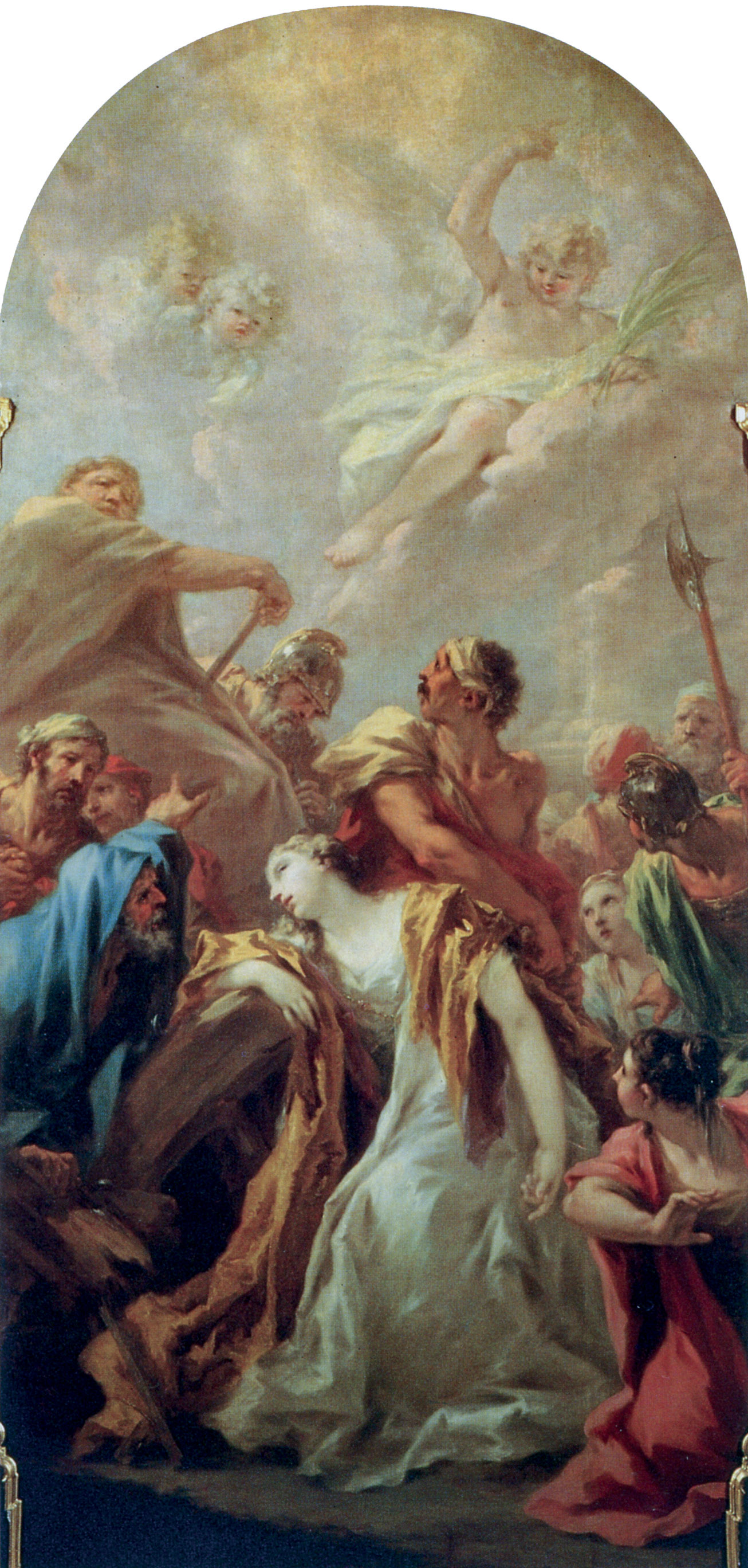
Martyrium der hl. Katharina, 1735, Öl auf Leinwand, 310 × 153 cm, Basilica di Sant’Antonio (Biblioteca Antoniana), Padua

## Gemälde (Auswahl)
- Alexander an der Leiche des Darius, 1708, Museum Kunstpalast, Düsseldorf[3]
- Die Königin Tomyris, Museu de Arte de São Paulo, 1708/13
- Die Hl. Cäcilie, Staatsgalerie Stuttgart
- Allegorie der Bildhauerei, um 1730, Galleria dell’Accademia, Venedig
- Die Bescheidenheit präsentiert der Akademie die Malerei, 1733, Louvre, Paris
- Die Eherne Schlange, San Moisè in Venedig
- Der englische Gruß, Altargemälde in der Klosterkirche der Cölestinerinnen in der Ratinger Straße, nach 1794 versetzt in die Garnisonskirche Düsseldorf[4]
- Jesus übergibt Petrus die Schlüssel des Himmelreiches, Dom St. Petri (Bautzen)